# Joris van Son

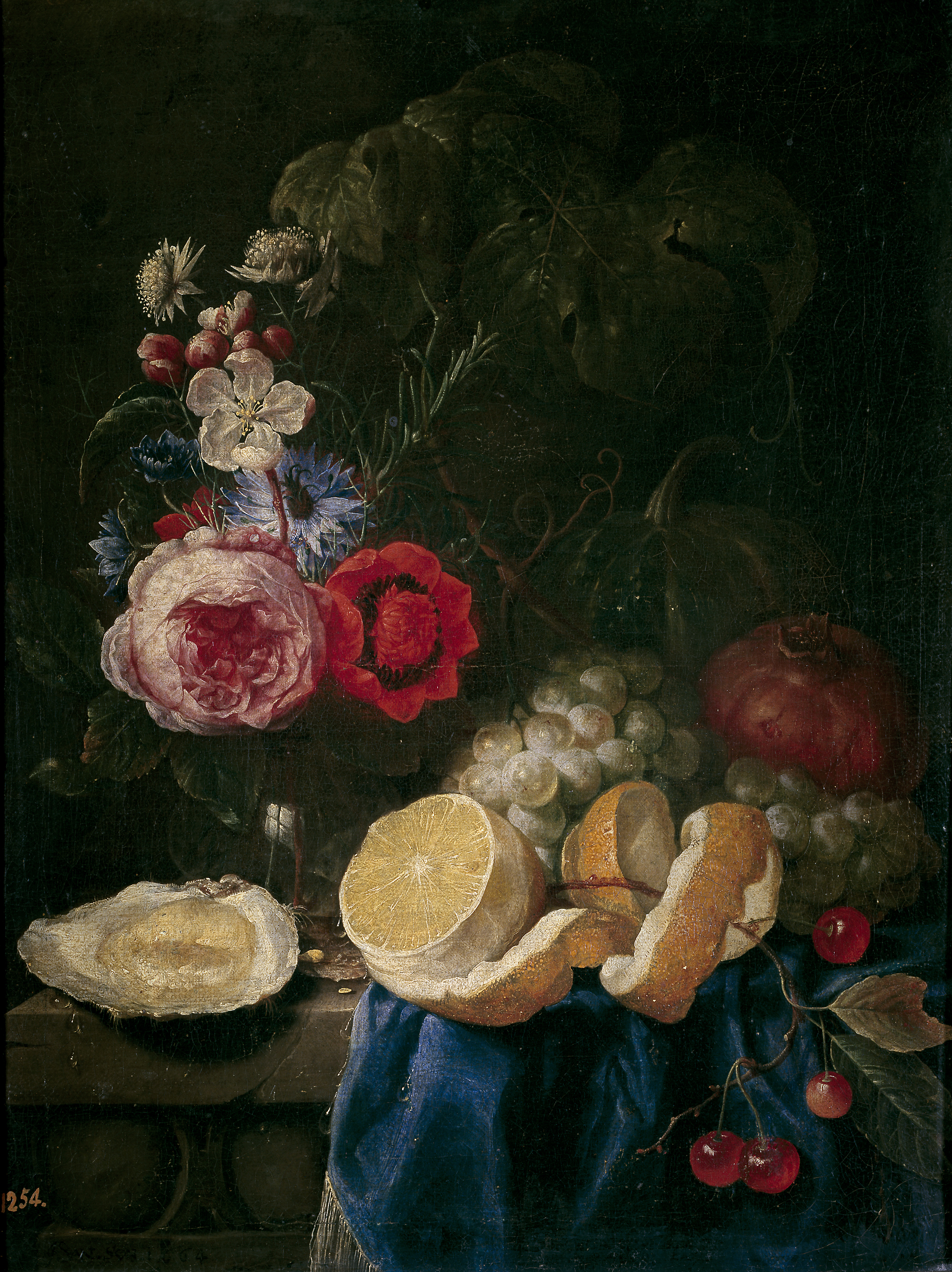
Frutas y flores, óleo sobre lienzo, 48 x 33 cm, Madrid, Museo del Prado.

Joris van Son (Amberes, 1623–1667) fue un pintor barroco flamenco especializado en bodegones y guirnaldas de flores.
Bautizado en Amberes el 24 de septiembre de 1623, fue admitido en el gremio de San Lucas de su ciudad natal en 1643. Se ignora con qué maestro estudió, pero sus bodegones de desayuno manifiestan la influencia de Jan Davidsz de Heem, de quien podría considerarse seguidor. Sus colores, con todo, son más vivos y la definición de los objetos es mayor, advirtiéndose también en sus guirnaldas de flores la influencia de Daniel Seghers. Como ocurre con las de este, las guirnaldas de Van Son enmarcan frecuentemente motivos religiosos, como se ve en la Guirnalda con el Santo Sacramento de la catedral de Brujas o La Virgen con el Niño dentro de un festón de frutas y la Guirnalda de frutas rodeando a San Miguel, del Museo del Prado (este último en depósito en el Museo de Bellas Artes de Granada). Esas figuras, cuando menos en alguna ocasión, fueron el resultado de la contribución de otros pintores. La colaboración con Erasmus Quellinus II, autor de algunas de esas figuras, está documentada. Guirnaldas con calaveras y otros motivos alegóricos del género vanitas pintadas por Van Son se documentan en Amberes todavía en vida del pintor, en 1666. El Museo Lázaro Galdiano exhibe otra Naturaleza Muerta firmada por van Son en su colección, ya documentada en 1913.
Entre sus discípulos son conocidos Frans van Everbroeck, Jan Pauwel Gillemans II, Cornelis van Huynen y Norbert Montalie. También su hijo, Jan Frans van Son (1658-hacia 1704) fue pintor de bodegones, aunque cuando murió su padre no había cumplido los nueve años por lo que no pudo ser este quien le enseñase el oficio y se formó con Jan Pauwel Gillemans el Viejo.